# ブラバム・BT54
ブラバム・BT54 (Brabham BT54) は、ブラバムが1985年のF1世界選手権に投入したフォーミュラ1カー。設計者はゴードン・マレー。

## 概要
BT52からBT53までとほぼ同じくカーボンファイバーおよびアルミハニカムで作られたモノコックを使用しつつ、主に空力面の開発を進めたマシンである。ラジエーターとインタークーラーは縦置きになり、ドライバーが足を火傷する危険性のあったノーズのオイルクーラーは再びリアに収められた。サイドポンツーンは前後に長く、ライバルよりも幅の狭いものだった。ラジエーターを通った空気の排熱口もサイドポンツーンの上面ではなく後端で、この点も他チームのマシンとは異なっていた。
エンジンは引き続きBMW・M12/13直4ターボエンジンを搭載する。ターボチャージャーは前年に使用したKKK製から、1983年以前に使用していたギャレット・エアリサーチ製に戻され、予選では5.4バールものハイブーストをかけた。これにより、ピークパワーでは1300馬力以上とも言われる未曾有の超ハイパワーを発揮するようになった。フランスグランプリの予選では338km/hという驚異的なトップスピードを記録した。しかし、極端なドッカンターボといえるこのエンジンによって、ドライバビリティはさらに悪化した。ターボラグはもはやドライビングでカバーできないほど大きくなり、コーナーの立ち上がりでスロットルを踏み込むタイミングを少しでも外すとスピンしてしまう有様だった。第5戦カナダグランプリからはダウンフォースを補うためにサイドポンツーン後端にウイングレットが追加されたが、あまり効果は見られなかった。
ミシュランの撤退に伴い、タイヤサプライヤーをピレリに変更した。しかし、グッドイヤーに比べてパフォーマンスで劣り、これもドライバビリティ悪化の要因だった。猛暑の第7戦フランスGPでは奇跡的にピレリタイヤが性能を発揮しピケが待望の1勝を挙げたが、結局これが唯一の勝利となった。ゴードン・マレーはこのタイヤ変更について、最初のテストで「ストレートを通過するクルマのホイールリムが路面に触れんばかりになっていた。ダウンフォースに耐えられず、タイヤが完全に押し潰されていた」ことが判明したため「ピレリはタイヤを設計し直さなければならなかった」と語っているほか、「バーニー（・エクレストン）はいつも重要なファクターを良くない方にばかり変えていた」「どうにかターボを元に戻したと思ったら、次はまったく知らないタイヤ会社というわけだ。」とチーム運営に対して不満を述べている。
エースドライバーのネルソン・ピケは悪化したドライバビリティに苦しみ、前年度は絶好調だった予選でもしばしばライバルの先行を許した。また、相変わらずのBMWエンジンの信頼性の低さもあって、完走は前年度と同じ7回にとどまった。シーズン終了後、マシンの遅さと年俸の低さに我慢できなくなったピケはウィリアムズに移籍してしまった。
セカンドドライバーはフランソワ・エスノーが起用されたが、モナコGPでの予選落ちの後解雇された。後任はマルク・スレールが起用されコンスタントに完走を重ねたが、入賞は3回のみだった。
翌1986年はニューマシンBT55が問題を抱えたため、第9戦イギリスGPでリカルド・パトレーゼがBT54をドライブした。

## スペック

### シャーシ
- シャーシ名 BT54
- ホイール モモ
- タイヤ ピレリ

### エンジン

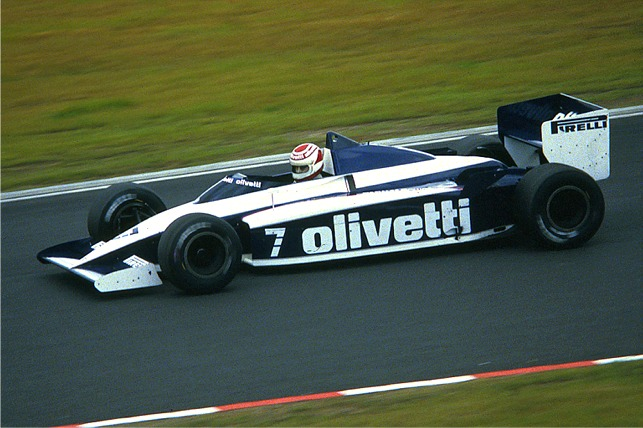
ネルソン・ピケがドライブするBT54

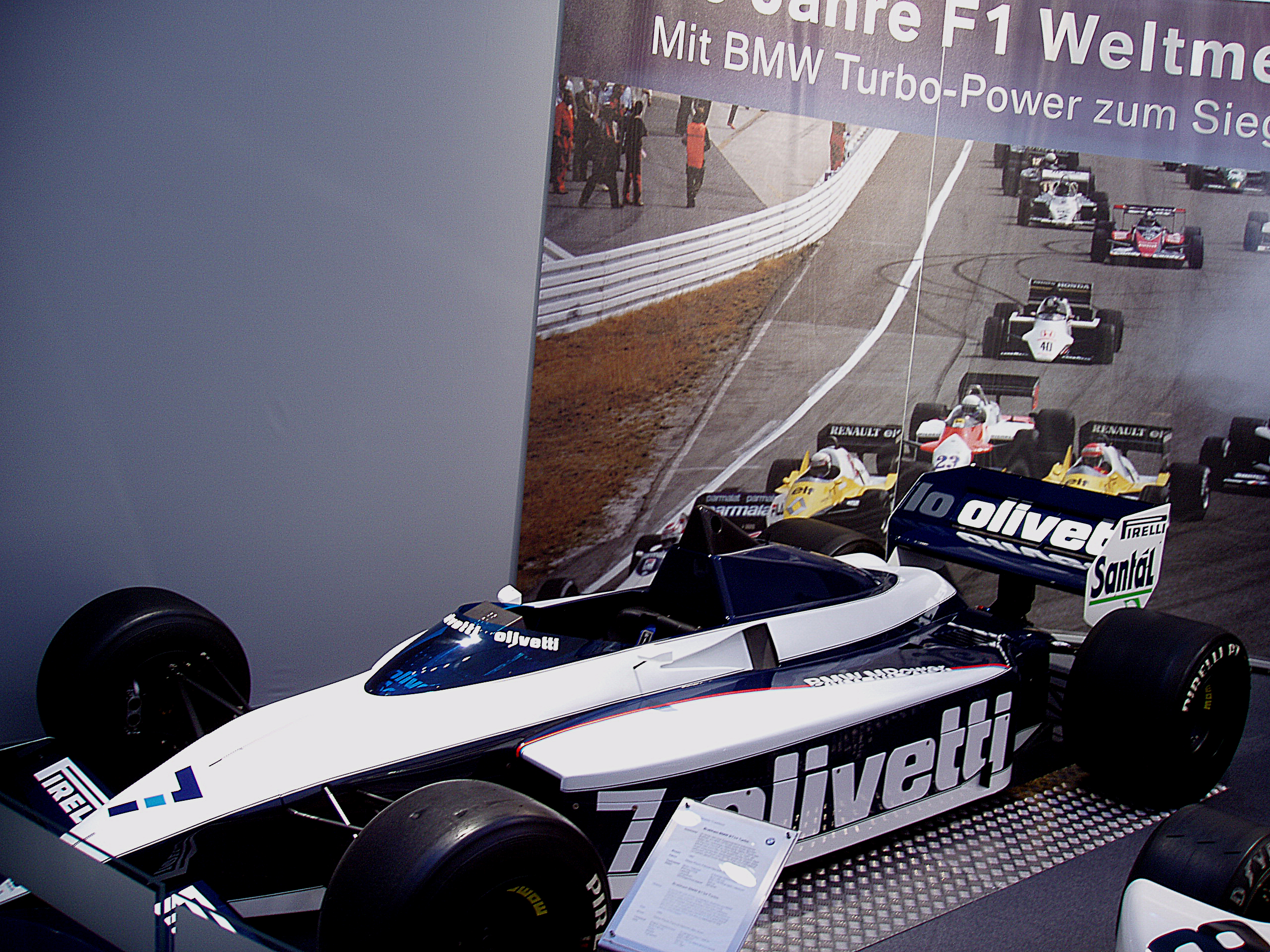
BT54

- エンジン名 BMW M12/13
- 気筒数 直列4気筒ターボ
- 最大馬力 850馬力

## F1における全成績
(key) （太字はポールポジション、斜体はファステストラップ）
| 年     | チーム   | エンジン          | タイヤ | No. | ドライバー | 1   | 2   | 3   | 4   | 5   | 6   | 7   | 8   | 9   | 10  | 11  | 12  | 13  | 14  | 15  | 16  | ポイント | 順位 |
| ------ | -------- | ----------------- | ------ | --- | ---------- | --- | --- | --- | --- | --- | --- | --- | --- | --- | --- | --- | --- | --- | --- | --- | --- | -------- | ---- |
| 1985年 | ブラバム | BMW M12/13 S4 t/c | P      |     |            | BRA | POR | SMR | MON | CAN | DET | FRA | GBR | GER | AUT | NED | ITA | BEL | EUR | RSA | AUS | 26       | 5位  |
| 1985年 | ブラバム | BMW M12/13 S4 t/c | P      | 7   | ピケ       | Ret | Ret | 8   | Ret | Ret | 6   | 1   | 4   | Ret | Ret | 8   | 2   | 5   | Ret | Ret | Ret | 26       | 5位  |
| 1985年 | ブラバム | BMW M12/13 S4 t/c | P      | 8   | エスノー   | Ret | Ret | Ret | DNQ |     |     |     |     |     |     |     |     |     |     |     |     | 26       | 5位  |
| 1985年 | ブラバム | BMW M12/13 S4 t/c | P      | 8   | スレール   |     |     |     |     | 15  | 8   | 8   | 6   | Ret | 6   | 10  | 4   | 8   | Ret | Ret | Ret | 26       | 5位  |

- コンストラクターズランキング5位。
- ドライバーズランキング8位：ネルソン・ピケ（1PP 1勝）
- ドライバーズランキング13位：マルク・スレール（予選最高位5位1回 決勝最高位4位1回）（第5戦以降）
- ドライバーズランキング-位：フランソワ・エスノー（予選最高位17位1回）（第4戦まで）